# Guillon-les-Bains
Guillon-les-Bains – miejscowość i gmina we Francji, w regionie Burgundia-Franche-Comté, w departamencie Doubs.
Według danych na rok 1990 gminę zamieszkiwało 100 osób, a gęstość zaludnienia wynosiła 21 osób/km² (wśród 1786 gmin Franche-Comté Guillon-les-Bains plasuje się na 643. miejscu pod względem liczby ludności, natomiast pod względem powierzchni na miejscu 824.).